# Her Infidelity
Her Infidelity (Brasil: O Amante Psicopata ) é um filme de drama policial produzido no Canadá, dirigido por Christie Will e lançado em 2015.